# Shams Ul-Haq (Leichtathlet)
Shams Ul-Haq (* 19. Mai 1990) ist ein pakistanischer Leichtathlet, der sich auf den Diskuswurf spezialisiert hat.

## Sportliche Laufbahn
Erste internationale Erfahrungen sammelte Shams Ul-Haq im Jahr 2016, als er bei den Südasienspielen in Guwahati mit einer Weite von 49,77 m den vierten Platz belegte. Drei Jahre später gewann er dann bei den Südasienspielen in Kathmandu mit 44,31 m die Bronzemedaille hinter den Indern Kripal Singh Batth und Gagandeep Singh.
2018 wurde Waseem pakistanischer Meister im Diskuswurf.